# Anticarsia anisospila
Anticarsia anisospila är en fjärilsart som beskrevs av Walker 1869. Anticarsia anisospila ingår i släktet Anticarsia och familjen nattflyn. Inga underarter finns listade i Catalogue of Life.